# سان بيير نيتشيتو
سان بيير نيتشيتو (بالإيطالية: San Pier Niceto)‏ هي بلدية في مقاطعة ميسينا في صقلية الإيطالية.

## السكان
في سنة 1861 بلغ عدد السكان 4٬683 نسمة، وتطور العدد ليصل في سنة 2011 لـ 2٬911 نسمة.
يظهر هذا المخطط البياني تطور النمو السكاني لـ سان بيير نيتشيتو